# Canavalia napaliensis
Canavalia napaliensis är en ärtväxtart som beskrevs av St.John. Canavalia napaliensis ingår i släktet Canavalia och familjen ärtväxter. IUCN kategoriserar arten globalt som akut hotad. Inga underarter finns listade i Catalogue of Life.

## Bildgalleri

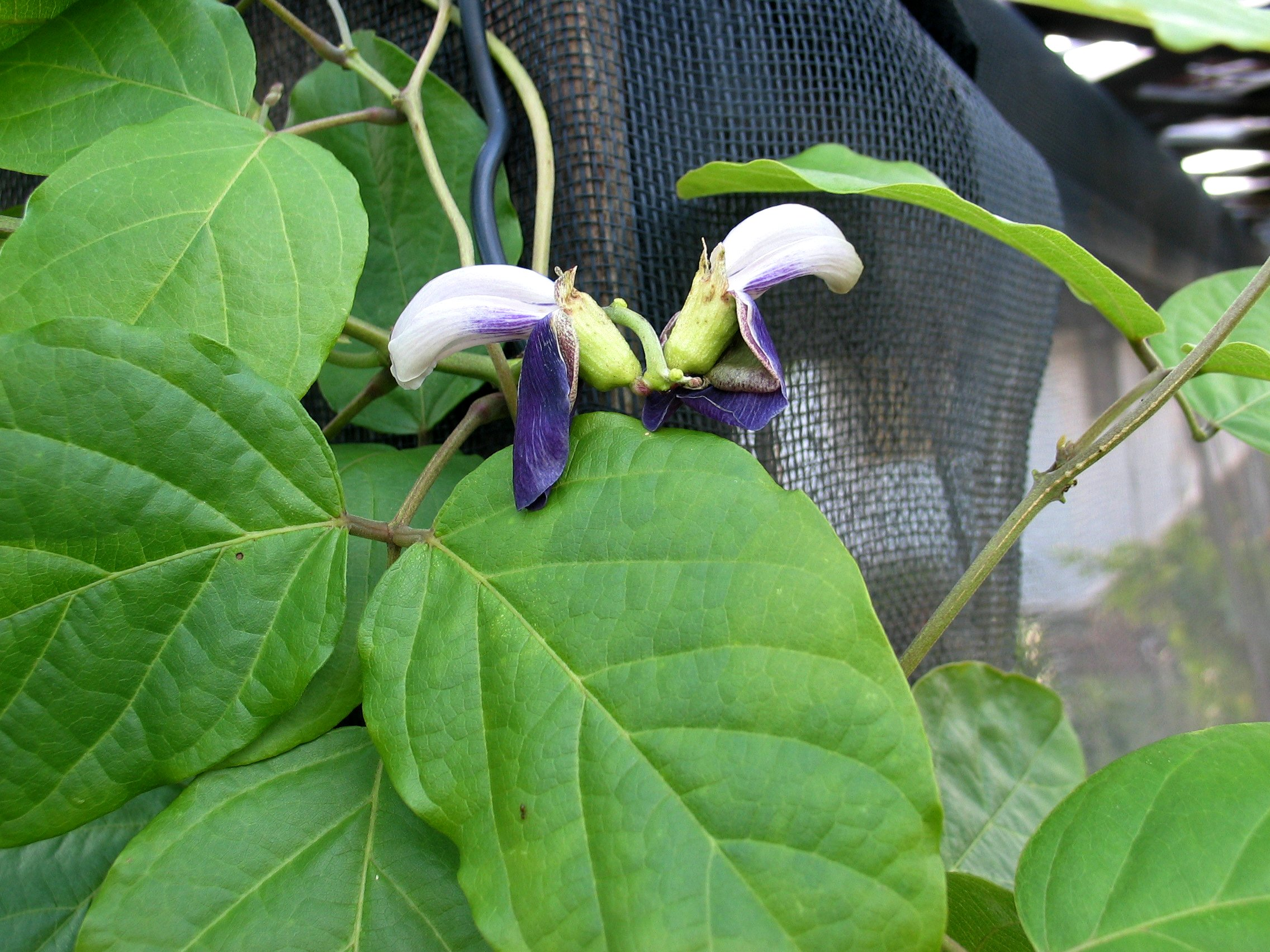
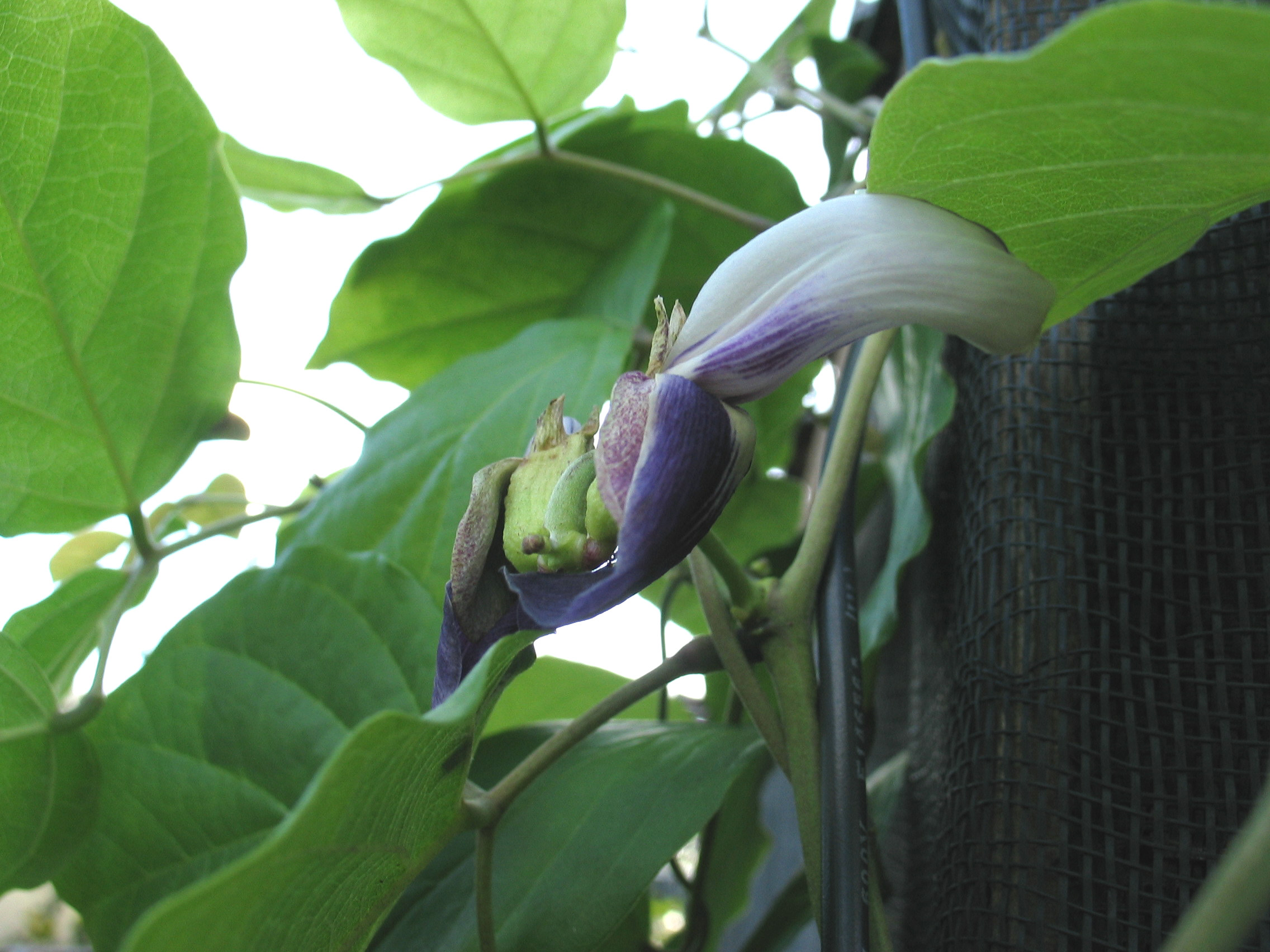